# هوزان محمود
هوزان محمود وُلدت في العراق عام 1973 ناشطة سياسية ضد الحرب ومناصرة لحقوق المرأة في كردستان العراق، كانت هوزان المتحدث الرئيسي في ملتقي بعنوان ضد الحرب والذي عُقد في لندن سنة 2003، كما كانت عضوًا مؤسس في تحالف حقوق المرأة العراقية، قادت هوزان محمود حملة دولية ضد أحكام الشريعة واضطهاد المرأة في العراق.تم نشر العديد من مقالاتها في العديد من الصحف الدولية مثل الغارديان والاندبندنت، تم استضافت هوزان في العديد من القنوات التلفزيونية العالمية مثل سي ان ان وال ان بي سي وسكاي نيوز وال بي بي سي

## اقرأ أيضا
- Houzan Mahmoud’s Profile, The Guardian.
- Denmark: Freedom of expression under attack from
- Islamists!, November 2005.
- .Spring 2006 Visiting Scholars Program, Universityof Wisconsin, Madison [الإنجليزية], March 2006.